# Tapinillus caldensis
Tapinillus caldensis là một loài nhện trong họ Oxyopidae.
Loài này thuộc chi Tapinillus. Tapinillus caldensis được miêu tả năm 1989 bởi Garcia-Neto.